# Деніел Ганнан
Деніел Джон Ганнан (англ. Daniel John Hannan; нар. 1 вересня 1971, Ліма, Перу) — британський політик, член Європейського парламенту з 1999.
У 1992 році він отримав ступінь магістра у галузі сучасної історії в Оксфордському університеті. До 1999 року він був директором European Research Group, публіцист для «The Daily Telegraph» і «Sunday Telegraph», протягом року працював на посаді заступника радника Майкла Говарда. У 1994–1999 роках Ганнан очолював організацію випускників-консерваторів.